# Вольфганг
Во́льфганг (нем. Wolfgang) — мужское имя германского происхождения (от слов *wulfa, Wolf — «волк» и gang, Gang — «походка»).

## Известные носители
- Вольфганг Регенсбургский (святой Вольфганг) — миссионер и епископ Регенсбурга, один из трёх самых великих немецких святых.
- Моцарт, Вольфганг Амадей — австрийский композитор, один из трёх венских классиков.
- Гёте, Иоганн Вольфганг — немецкий писатель.
- Кавельмахер, Вольфганг Вольфгангович — виднейший историк древнерусской архитектуры и реставратор.
- Патцке, Вольфганг — немецкий футболист, игрок национальной сборной.
- Паули, Вольфганг — австро-швейцарский физик, лауреат Нобелевской премии по физике (1945).